# San Martín de Beduledo
San Martín de Beduledo (en eonaviego, Samartín de Beduléu) es una aldea perteneciente a la parroquia de Celón, en el concejo de Allande, comarca del Narcea, Principado de Asturias, España.